# Polizeieinsatzzentrale
Die Polizeieinsatzzentrale (PEZ) ist ein Begriff, der die Leitstelle der Polizei in einer größeren Stadt, einem Landkreis, einem Regierungs- oder Verwaltungsbezirk benennt. 
Von dieser Stelle werden vorrangig die Funkstreifenwagen per TMO und DMO lageorientiert eingesetzt.  Hier ist auch die Zentrale, bei der im Allgemeinen der Notruf (Telefon-Nr. 110) aufläuft. Durch die föderalistische Struktur Deutschlands (Organisation der Landespolizei ist Sache der Länder) haben sich viele verschiedene Namen im Laufe der Jahrzehnte herausgebildet. Beispielhaft seien hier unter anderem fünf weitere Kürzel genannt, die im internen Gebrauch Verwendung finden: EZ (Einsatzzentrale), ELSt (Einsatzleitstelle), ELZ (Einsatzleitzentrale), LZ04 (Lagezentrum und Unterabteilung 04), LFZ (Lage- und Führungszentrum), FLZ (Führungs- und Lagezentrale).
Mit der bundeseinheitlichen Polizeidienstvorschrift 100 ist der Begriff Leitstelle als offizielle Bezeichnung festgelegt worden. Leitstellen sind ständiges Führungsorgan der Polizeibehörden. Bei Notlagen werden dort die Maßnahmen bis zur Übernahme durch ein anderes Führungsorgan koordiniert.